# 뉴젠솔루션
뉴젠솔루션(Newzen Solution)은 2010년에 설립된 경영정보화 솔루션을 제공하는 IT회사이다.
2019년부터 상장준비를 하고 있으나 IR이후 따로 행보는 없다.

## 같이 보기
- 더존